# Уровень 16
«Уровень 16» (англ.Level 16) — канадский антиутопический триллер, фильм 2018 года режиссёра Данишки Эстерхази с Кэти Дуглас в главной роли. В нём рассказывается о группе девушек, живущих в "школе", где их учат, как стать идеальными девушками для семей, которые, как им говорят, в конечном итоге удочерят их. Две девушки работают вместе, чтобы раскрыть правду о своём пленении.

## Сюжет
Шестнадцатилетняя Вивьен вместе с другими девушками ее возраста воспитывается в Академии Весталис, школе-интернате, по своей обстановке больше похожей на тюрьму. Девушек обучают быть идеальными женщинами. Преодоление 16-го уровня программы ведёт к удочерению самых прилежных учениц статусными семьями. Днем девушки прилежно проходят обучение и самозабвенно трудятся, а вечера коротают за просмотром фильмов о добродетели. На первый взгляд, ничего необычного, но стоит Вивьен заглянуть за кулисы привычного распорядка и раскроется страшная правда...

## В ролях
Кэти Дуглас — Вивьен

Селина Мартин — София

Сара Каннинг — мисс Бриксил

Питер Аутербридж — доктор Миро

Алексис Уилан — Эйва

Амалия Вильямсон — Рита

Владимир Цыглян — охранник Алекс

Вэл Овчаров — второй охранник

Шейла Маккарти — Миссис Денисон

Джеймс Перселл — Мистер Денисон

## Критика
Фильм получил в основном положительные отзывы критиков. На сайте Rotten Tomatoes фильм имеет рейтинг 83 % на основе 23 рецензий. На сайте IMDb фильм имеет оценку 6,0 из 10.